# Lūcijs Endzelīns
Lūcijs Endzelīns (* 21. Mai 1909 in Dorpat, Gouvernement Livland; † 27. Oktober 1981 in Adelaide, Australien) war ein lettisch-australischer Schachspieler.

## Leben und Laufbahn als Schachspieler
Lūcijs Endzelīns nahm für Lettland am Länderturnier Schach-Olympia 1936 (siebtes Brett, Ergebnis +10 =2 −6) und an den offiziellen Schacholympiaden in Stockholm 1937 (erstes Reservebrett, +6 =4 −2) und Buenos Aires 1939 (viertes Brett, +7 =3 −5) teil.
Endzelīns emigrierte am Ende des Zweiten Weltkriegs über Deutschland nach Australien, wo er mehrfach die Südaustralische Meisterschaft gewann. Er gewann die doppeljährliche Australische Meisterschaft 1960–1961.
Im Fernschach wurde Endzelīns 1959 der Großmeistertitel verliehen. Bei der zweiten Fernschach-Weltmeisterschaft 1956–1959 erreichte er mit Lothar Schmid den geteilten zweiten bis dritten Platz bei besserer Feinwertung. In der dritten Fernschach-Weltmeisterschaft 1959–1962 wurde er Siebter und bei der fünften Fernschach-Weltmeisterschaft 1965–1969 geteilter Siebter bis Achter mit Julius Nielsen bei gleicher Feinwertung.

## Familie
Endzelīns war der Sohn des Linguisten Jānis Endzelīns und Ehemann der Schachmeisterin Milda Lauberte.